# Echinocyamus
Genre
Echinocyamus est un genre d'oursins de la famille des Fibulariidae.

## Caractéristiques
Ce sont de petits oursins irréguliers, de forme ovale, aplatis dorsalement. L'intérieur du test est renforcé par dix petits contreforts (ce qui les distingue des autres Fibulariidae). Le disque apical porte quatre gonopores, et quelques hydropores. Les pétales ambulacraires sont réduits mais distincts, et ouverts distalement. Le péristome est circulaire et enfoncé. Les pores à podia sont présents aussi bien aux ambulacres qu'aux interambulacres. Les interambulacres sont continus, avec des plaques basicoronales relativement petites, et des éléments interambulacraires légèrement plus importants que les ambulacraires. Le périprocte est situé sur la face orale, à mi-chemin entre le péristome et le bord du test.
Ce genre très répandu est apparu au milieu de l'Éocène.

### Diagnose
Il se distingue de Fibularia et de ses proches en ayant des contreforts radiaux internes. Sismondia en diffère en ayant des supports internes ramifiés et des plaques interambulacrées basicorales plus saillantes. 
Echinocyamus provectus de Meijere, 1902 a des supports internes ramifiés et est probablement un Peronella juvénile. 
Ole Theodor Jensen Mortensen (1948) a reconnu 18 espèces existantes et il existe en outre un certain nombre d'espèces fossiles de statut incertain. L'espèce la plus ancienne basée sur un excellent matériel est Echinocyamus bisexus, Kier du Moyen Eocène de Géorgie, USA, décrite par P.M. Kier (1968). 
Mironov & Sagaidachny (1984) donnent un compte rendu détaillé des espèces modernes. Zachos (2005) a discuté de la distribution de ce taxon dans le sud-est des États-Unis pendant l'Éocène.
Mironov & Sagaidachny (1984) ont distingué le sous-genre monotypique Lepidocyamus sur la base de son petit nombre de grandes plaques péri-occlusives et de projections squamiformes le long du péristome.

## Liste d'espèces
Selon ITIS (28 octobre 2013) :

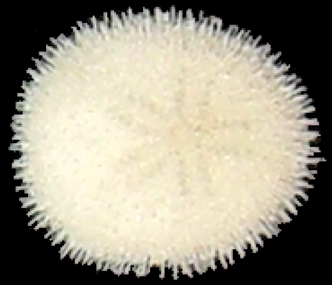
Echinocyamus pusillus

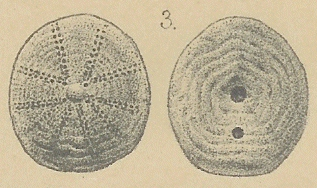
Echinocyamus pusillus

- Echinocyamus grandiporus (Mortensen, 1907)
- Echinocyamus pusillus (Müller, 1776)

Selon World Register of Marine Species (29 mars 2014) :
- Echinocyamus avilensis Lambert, 1931e †
- Echinocyamus basseae Lambert, 1936c †
- Echinocyamus bisexus Kier, 1968b †
- Echinocyamus caribbeanensis Kier, 1966b †
- Echinocyamus chipolanus Cooke, 1942 †
- Echinocyamus convergens Mortensen, 1948 -- Est de l'Afrique du Sud
- Echinocyamus crispus Mazzetti, 1893 -- Indo-Pacifique tropical
- Echinocyamus cyphostomus Lambert, in Lambert & Jacquet, 1936 †
- Echinocyamus elegans Mazzetti, 1893 -- nord et sud de l'océan Indien occidental
- Echinocyamus grandiporus Mortensen, 1907 -- Atlantique nord , centre et sud
- Echinocyamus grandis H.L. Clark, 1925 -- Seychelles
- Echinocyamus incertus H.L. Clark, 1914 -- Pacifique est et Hawaii
- Echinocyamus insularis Mironov & Sagaidachny, 1984
- Echinocyamus jacqueli Lambert, 1936a †
- Echinocyamus jeanneti Lambert, 1932b †
- Echinocyamus kamrupensis Das Gupta, 1929 †
- Echinocyamus lipparinii Airaghi, 1939 †
- Echinocyamus macneili Cooke, 1959 †
- Echinocyamus macrostomus Mortensen, 1907 -- Caraïbes
- Echinocyamus maropiensis Lambert, 1936c †
- Echinocyamus megapetalus H.L. Clark, 1914 -- Indo-Pacifique tropical
- Echinocyamus parviporus Kier, 1964b †
- Echinocyamus petalus Kier, 1964b †
- Echinocyamus planissimus H.L. Clark, 1938 -- nord-ouest de l'Australie
- Echinocyamus planus Lambert, 1933a †
- Echinocyamus platytatus H.L. Clark, 1914 -- Australie méridionale
- Echinocyamus prostratus Nisiyama, 1968 †
- Echinocyamus provectus de Meijere, 1903 -- Indo-Pacifique tropical
- Echinocyamus pusillus (O.F. Müller, 1776) -- Atlantique nord
- Echinocyamus rostratus Lambert, 1929 †
- Echinocyamus scaber de Meijere, 1903
- Echinocyamus schoelleri Castex, 1947 †
- Echinocyamus sollers Koehler, 1922 -- Golfe du Bengale
- Echinocyamus subpiriformis Cottreau, 1933 †
- Echinocyamus woodi Currie, 1930 †

Echinocyamus convergens
Echinocyamus grandiporus
Echinocyamus macrostomus
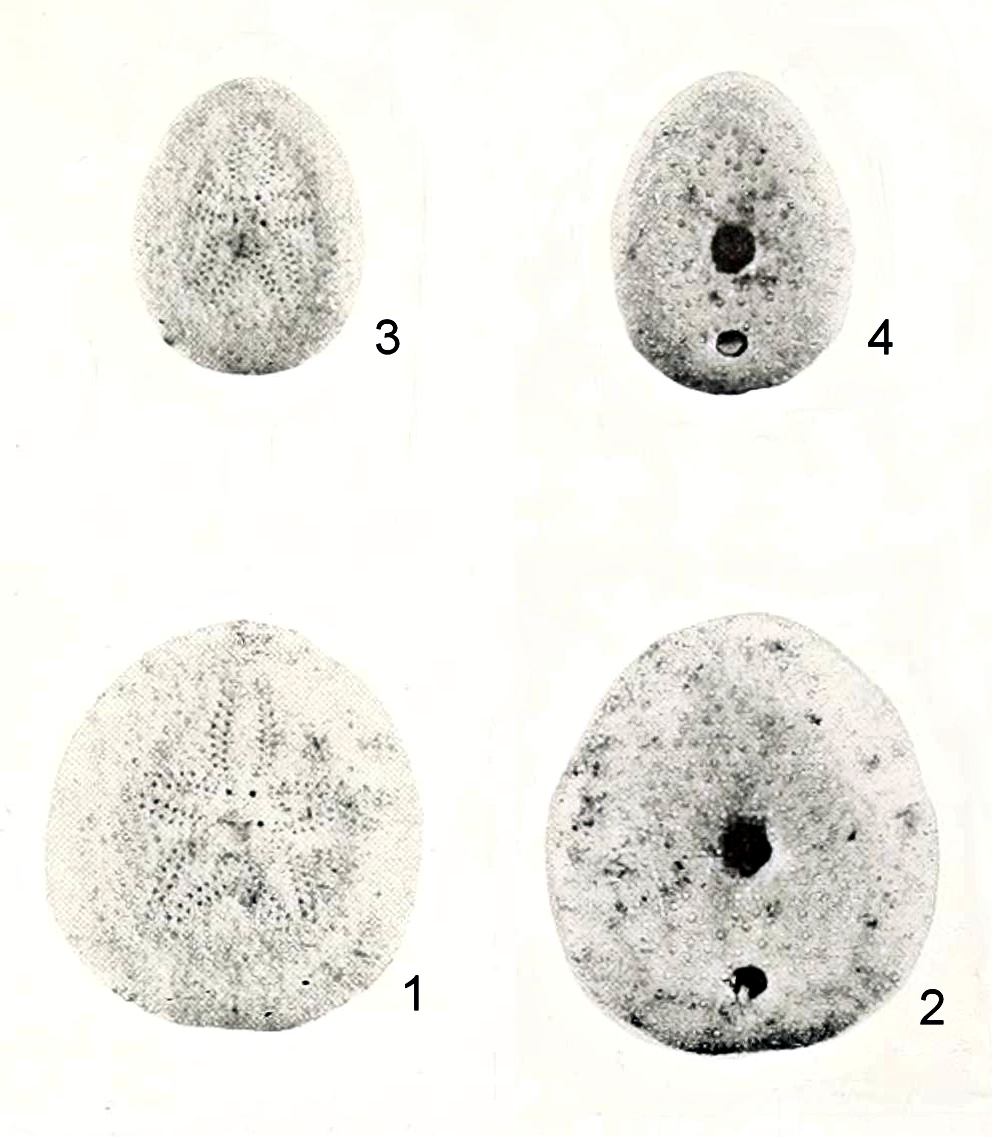
Echinocyamus planissimus
Echinocyamus provectus
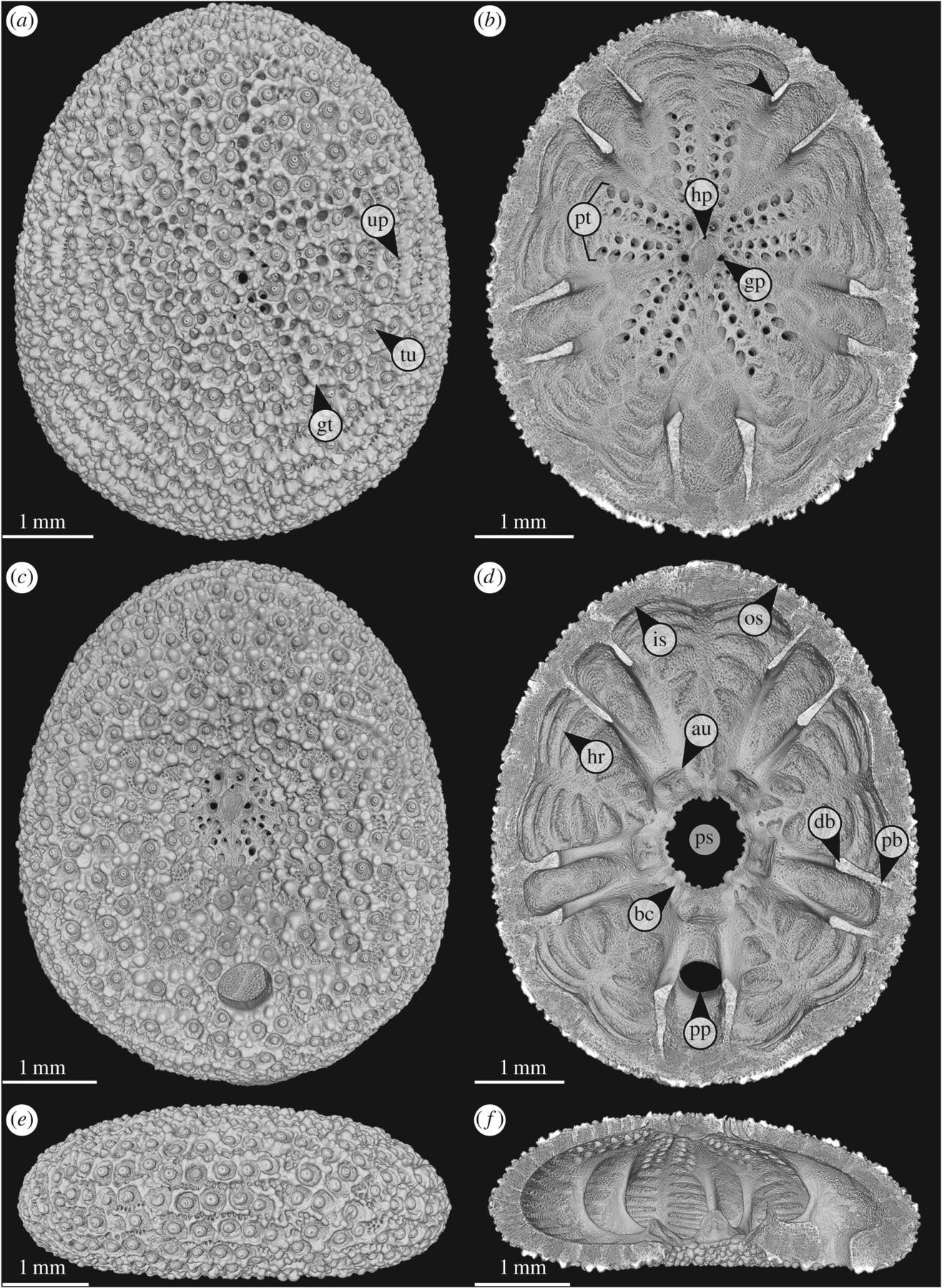
Echinocyamus pusillus (micrographes)
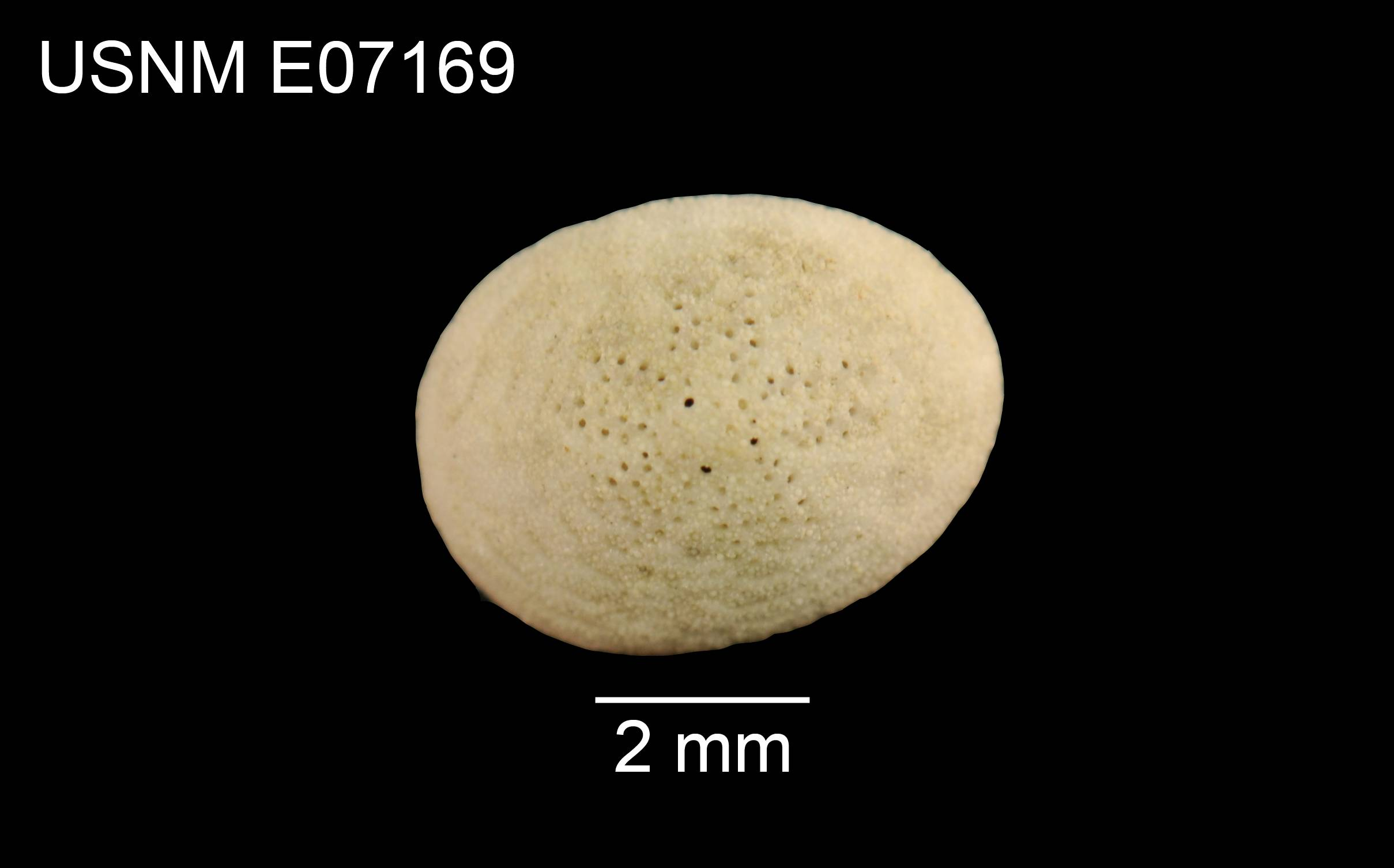
Echinocyamus scaber subconicus

## Liste complémentaire
- Echinocyamus lebescontei Bazin, 1883 †
- Echinocyamus lowraliensis Srivastava et al. 2009 †